# Friedrich Gempp
Friedrich Gempp (* 6. Juli 1873 in Freiburg im Breisgau; † 21. April 1947 in Moskau, am 11. August 1946 für tot erklärt) war ein deutscher Generalmajor, Sektionsleiter im Nachrichtendienst Abteilung III b des Großen Generalstabes sowie beauftragter Gründer und bis 1927 erster Leiter des Nachrichtendienstes Abwehrgruppe der Reichswehr.

## Leben

### Leben und beruflicher Werdegang
Friedrich war der Sohn des Majors Otto Gempp und dessen Ehefrau Mathilde, geborene Kapferer. Er besuchte die allgemeinbildenden Schulen in seiner Heimatstadt und legte das Abitur ab. Anschließend begann er ein Studium der Rechtswissenschaften an der Universität Straßburg im Elsass. Als Einjährig-Freiwilliger trat am 1. April 1893 in das Infanterie-Regiment Nr. 132 der Preußischen Armee ein und avancierte bis Ende Januar 1895 zum Leutnant. Ab 1. Oktober 1897 diente Gempp als Bataillonsadjutant und war ab 1900 als Gerichtsoffizier tätig. Von 1903 bis 1906 besuchte er die Kriegsakademie, wo er auch die russische Sprache erlernte. In dieser Zeit wurde er 1904 zum Oberleutnant befördert. Es folgte am 22. März 1907 seine Kommandierung für 18 Monate zum Großen Generalstab und 1909 eine Verwendung als Kompaniechef im 2. Ober-Elsässischen Infanterie-Regiment Nr. 171. Mit Wirkung vom 15. August 1913 wurde er abermals zum Großen Generalstab kommandiert und von dort als Abwehroffizier dem I. Armee-Korps in Königsberg zugeteilt. Hier übernahm er den von Walter Nicolai ab 1906 aufgebauten Arbeitsbereich eines Nachrichtenoffiziers und wurde für etwa drei Monate von seinem Vorgänger Wolfgang Fleck (1879–1939) in die speziellen Arbeitsaufgaben eingearbeitet. Sein Einsatzort war Königsberg, aber ein anfänglicher Nachteil war, dass Gempp mit den regionalen Bedingungen des angrenzenden Bereiches in Russland nicht vertraut war.
Nach der Mobilmachung zum Ersten Weltkrieg im August 1914 übertrug der Leiter der Sektion III b des Großen Generalstabes Walter Nicolai, ihm zusätzlich die gleiche Funktion im Generalstab des Armeeoberkommandos 8. Dadurch war Gempp nunmehr mit der Leitung des militärischen Nachrichtendienstes der III b gegen Nordrussland verantwortlich. Alle Nachrichtenoffiziere (N.O.) dieses Frontabschnittes waren ihm damit unterstellt. Bedingt durch die sofort mit der Mobilisierung auf dem Gebiet Russlands einsetzenden neuen Bedingungen waren fast alle bisherigen Informationswege zur Nachrichtenbeschaffung in und nach Russland zusammengebrochen. Die Anstrengungen galten also zu dieser Zeit vorrangig der Herstellung dieser Verbindungen aus Friedenszeiten zu den Informanten und dem Aufbau neuer Kontakte in die Bereiche des gegenüberliegenden russischen Territoriums. Im März 1915 zum Major befördert wurde ihm auch noch der Bereich Nachrichten im Stab Ober Ost übertragen, da der bisherige N.O. des Abschnitts Ost, Hauptmann Frantz, nach Wien als Verbindungsoffizier zum k.u.k. Nachrichtendienst abkommandiert wurde. Damit hatte Gempp ab Oktober 1915 die Leitung der III b im gesamten russischen Frontabschnitt inne. Diese Tätigkeit als Abwehroffizier erforderte die Führung und Anleitung aller Nachrichtenoffiziere der einzelnen Armeekorps, die Koordination mit der Geheimen Feldpolizei und den Zentralpolizeistellen (C.St.) der betreffenden Region sowie die Leitung der Spionageabwehr. Für diese war er durch den Kriegsminister Adolf Wild von Hohenborn (1860–1925) extra beauftragt worden. Um die damit verbundenen Aufgaben klarer zu strukturieren, wurde der Nachrichtendienst Ober Ost aus der mobilen III b ausgegliedert und zu einer selbständige Führungseinheit, die nur der Sektion III b in Berlin unterstellt war. Ab November standen ihm damit 5 Offiziere im eigenen Stab und 20 Nachrichtenoffiziere von insgesamt 4 Heeresgruppen zur Verfügung. Bedeutsam für seine Arbeit war, dass es ihm unter diesen schwierigen Bedingungen gelungen war, ein gewisses Vertrauensverhältnis zu dem für den Frontabschnitt zuständigen Oberkommandierenden Erich Ludendorff herzustellen. Denn zum Zeitpunkt seiner Einarbeitung hegte dieser noch großes Misstrauen gegenüber Gempp und gewährte ihm, als N.O., nicht einmal Einblick in das aktuelle Kartenmaterial.
Im Januar 1917 wurde Gempp als Abwehroffizier dem Chef des Generalstabs des Feldheeres im Großen Hauptquartier in Berlin zugeteilt und war zeitweise Stellvertreter von Oberst Walter Nicolai, dem Leiter der Abteilung III b. Da dieser sich hauptsächlich am jeweiligen Operationsort der Obersten Heeresleitung, also in den Frontbereichen aufhalten musste, war die Arbeit der III b seit Kriegsausbruch geteilt. Gempp war ab diesem Zeitpunkt verantwortlich für den Kriegsnachrichtendienst (K.N.D.), die Zusammenarbeit mit den Kriegsnachrichtenstellen (K.N.St.), den im Februar 1916 geschaffenen Inland Nachrichtendienst sowie die Sektion Spionageabwehr. Damit oblagen ihm vor allem die klassischen Aufgabenbereiche der nachrichtendienstlichen Informationsbeschaffung. In Verantwortung von Nicolai verblieben damit vor allem das Kriegspressewesen, die Koordination mit den Militärattachés, die Organisation des Vaterländischen Unterrichts in der Truppe und der Personalbereich. Im Mai 1917 wurde zur Bewertung der Feindlage und zugleich Verbesserung der Informationsarbeit im Großen Generalstab des Feldheeres die Abteilung Fremde Heere gebildet, bei der dann alle Informationen aus den Frontbereichen und der Abteilung III b zusammenliefen. Abteilungsleiter von Fremde Heere wurde Oberst Leopold von Rauch (1876–1955). In dieser Position in der OHL verblieb Gempp bis zu deren Auflösung Ende Oktober 1919. Für seine Leistungen während des Ersten Weltkriegs war Gempp u. a. mit beiden Klassen des Eisernen Kreuzes sowie dem Ritterkreuz des Königlichen Hausordens von Hohenzollern mit Schwertern ausgezeichnet worden.
Im Frühjahr 1920 wurde Gempp mit der Bildung eines neuen militärischen Nachrichtendienstes der Reichswehr beauftragt. Am 18. Dezember wurde er rückwirkend zum 1. Oktober zum Oberstleutnant befördert und nahm am 1. Januar 1921 die Arbeit der Abwehrgruppe in der Heeresstatistischen Abteilung (T 3) des Truppenamtes, deren Leiter er bis zu seinem vorläufigen Ruhestand 1927 blieb, auf. Bei seiner Verabschiedung am 30. Juni 1927 erhielt er den Charakter eines Generalmajors verliehen. Sein Nachfolger wurde Oberstleutnant Günther Schwantes (1881–1942).

### Gempp-Bericht und Reaktivierung im Zweiten Weltkrieg
Von 1928 bis 1944 verfasste Gempp im Auftrag der Abwehrabteilung für deren internen Dienstgebrauch das mehrbändige Werk Geheimer Nachrichtendienst und Spionageabwehr des Heeres, den sogenannten „Gempp-Bericht“. In diesem dokumentierte und begründete er detailliert die Arbeit des deutschen militärischen Geheimdienstes bis zum Ende des Ersten Weltkriegs. Durch diesen 1945 in amerikanische Hände gelangten Bericht wurden ehemalige und zum Teil noch nicht identifizierte Agenten oder Führungsoffiziere wie Elsbeth Schragmüller bekannt. Der Bericht lagerte danach für die Öffentlichkeit nicht zugänglich bis zu seiner Rückgabe nach Deutschland Mitte der 1970er Jahre bei der National Archives and Records Administration (NARA) in Washington, D.C. und befindet sich heute im Freiburger Militärarchiv.
Am 26. August 1939, zum Zeitpunkt der Mobilmachung anlässlich des Überfalls auf Polen wurde Gempp wieder zur Verfügung des Heeres gestellt und war bis Mai 1943 im Amt Ausland/Abwehr des Oberkommando der Wehrmacht (OKW) eingesetzt. Am 1. Februar 1941 erfolgte seine Beförderung zum Generalmajor, am 31. Mai 1943 wurde seine Mob.Stellung aufgehoben und er wurde in den Ruhestand entlassen. Nachdem er wegen seiner Tätigkeiten während des Krieges 1946 Kriegsgefangenschaft der Sowjetunion geraten war, galt er als verschollen. Er wurde rückwirkend mit dem Todesdatum 11. August 1946 für tot erklärt.

### Verhaftung, Tod und Rehabilitierung
Gempp war am 11. August 1946 von Mitarbeitern des Militärgeheimdienstes der Sowjetunion Smersch in Rostock verhaftet worden. In das Moskauer Butyrka-Gefängnis wurde er am 3. Januar 1947 eingeliefert, in dessen Haftkrankenhaus er am 21. April 1947 an einer Herzlähmung verstarb.
Nach dem Beschluss der Hauptmilitärstaatsanwaltschaft der Russischen Föderation vom 10. September 2001 war die Verhaftung Gempps politisch motiviert. Das Urteil wurde infolgedessen kassiert und Gempp rehabilitiert.